# Nadia Hatagan
Nadia Hatagan (* 13. August 1979 in Mediaș) ist eine ehemalige rumänische Kunstturnerin.
Sie turnte beim CSȘ „Cetate“ Deva und wurde 1992 Junioren-Europameisterin mit der Mannschaft. 1993 war sie Junioren-Europameisterin am Stufenbarren.
1994 nahm Hatagan zum ersten Mal an den Europameisterschaften teil und gewann mit der rumänischen Riege den Titel. Im selben Jahr fanden in Dortmund die Weltmeisterschaften statt. Mit der rumänischen Mannschaft mit Simona Amânar, Gina Gogean, Ionela Loaieș, Daniela Mărănducă, Lavinia Miloșovici und Claudia Presăcan wurde Hatagan Weltmeisterin.
Ihr zweiter großer Erfolg gelang ihr bei den Turn-Weltmeisterschaften 1995. Im japanischen Sabae gewann Hatagan mit der rumänischen Turnriege mit Simona Amânar, Andreea Cacovean, Gina Gogean, Alexandra Marinescu, Lavinia Miloșovici und Claudia Presăcan vor China und den USA ihren zweiten Weltmeistertitel. Verletzungsbedingt musste sie danach zurücktreten.
Im Jahr 2000 wurde Hatagan mit der Medaille Pentru Merit dritter Klasse ausgezeichnet.